# Taking the Lead
Taking the Lead è l'album di debutto da solista del chitarrista dei Sonata Arctica, Elias Viljanen, pubblicato nel 2002 dall'etichetta discografica Lion Music.

## Tracce
1. Evoke the Spirit – 0:35
2. Evil Rock – 3:35
3. The Axemaster – 4:56
4. I Go Solo – 4:13
5. Northern Breeze – 3:20
6. Beyond Twilight – 4:08
7. Taking the Lead – 4:04
8. A Dream Come True – 3:33
9. Hyper Boogie – 3:29
10. Written in Stars – 1:55
11. Passion for Glory – 5:16
12. Speed of the Devil – 4:04

## Formazione
- Elias Viljanen - chitarre
- Rami Herckman  - basso
- Tomi Ylönen - batteria
- Tero Ylönen - tastiere (per le tracce 1,2,3,5,8)
- Jani Kemppinen - tastiere (per le tracce 6,9,11,12)